# Alice et l'Esprit frappeur
Alice et l'Esprit frappeur (titre original : The Ghost of Blackwood Hall, littéralement : Le Fantôme de la villa Blackwood) est le vingt-cinquième roman de la série américaine Alice (Nancy Drew en VO) écrit par Caroline Quine, nom de plume collectif de plusieurs auteurs. L'auteur de ce roman est Mildred Wirt Benson. 
Aux États-Unis, le roman a été publié pour la première fois en 1948 par Grosset & Dunlap, New York. En France, il est paru pour la première fois en 1973 aux éditions Hachette Jeunesse dans la collection « Bibliothèque verte ». Il n'a plus été réédité en France depuis 2002.

## Résumé
Remarque : le résumé est basé sur les éditions cartonnées non abrégées parues de 1973 à 1986 en langue française.
Mme Clark, une veuve, vient consulter Alice : il y a quelque temps, elle a fait un rêve dans lequel son défunt mari l'avertissait du cambriolage imminent de sa maison, et lui ordonnait d'enterrer tous ses bijoux dans un endroit précis de la forêt. Mme Clark avait suivi les instructions, puis, après un certain temps, elle avait déterré les bijoux et les avait portés à nettoyer chez un bijoutier. Ce dernier lui avait appris que les bijoux étaient tous des faux, de pâles imitations. Quelqu'un avait substitué les vrais aux faux ... 
D'autre part, Bess Taylor demande l'aide d'Alice au sujet de leur femme de ménage : la fille de celle-ci, Lola, a récemment changé du tout au tout : elle qui jusqu'ici aidait financièrement sa pauvre mère, refuse à présent de lui verser le moindre sou. L'enquête d'Alice va la mener à une étrange secte...

## Personnages

### Personnages récurrents
- Alice Roy, dix-huit ans, détective amateur blonde, orpheline de mère, fille de James Roy.
- James Roy, avoué[2] de renom, père d'Alice Roy, veuf.
- Bess Taylor, jeune fille blonde et rondelette, une des meilleures amies d'Alice.
- Marion Webb, jeune fille brune et sportive, cousine germaine de Bess Taylor et une des meilleures amies d'Alice.
- Ned Nickerson, jeune homme brun et athlétique, ami et chevalier servant d'Alice, étudiant à l'université d'Emerson.
- Sarah, la fidèle vieille gouvernante des Roy, qui a élevé Alice à la mort de sa mère.
- Togo, le petit chien fox-terrier d'Alice.

### Personnages spécifiques à ce roman
- Mme Clark (Mrs. Putney en VO), veuve adonnée au spiritisme.
- Mme Imbert, femme de ménage occasionnelle des Taylor.
- Lola, dix-huit ans, fille de Mme Imbert.
- Sadie, une jeune fille.
- Howard Brex, malfaiteur.
- John Brex, frère de Howard Brex, photographe, malfaiteur.
- Frank et Hilda Turner, un couple de malfaiteurs.
- M. Stevenson, commissaire de River City, ami d'Alice.

## Éditions françaises
Note : Toutes les éditions ont paru aux éditions Hachette.
- 1973 : Alice et l'Esprit frappeur — coll. « Bibliothèque verte », cartonné (français, version originale). Illustré par Albert Chazelle. Texte français d'Anne Joba. 25 chapitres. 187 p.
- 1977 : Alice et l'Esprit frappeur — coll. « La Galaxie », cartonné (français, version originale). Illustré par Jean-Louis Mercier.
- 1983 : Alice et l'Esprit frappeur — coll. « Bibliothèque verte », cartonné (français, version originale). Couverture de Joseph Sheldon, illustrations intérieures d'Albert Chazelle.
- 1986 : Alice et l'Esprit frappeur — coll. « Bibliothèque verte » (série au dos hachuré), cartonné (français, version originale). Couverture de Philippe Daure, illustrations intérieures d'Albert Chazelle.
- 1990 : Alice et l'Esprit frappeur — coll. « Bibliothèque verte » no 473, souple (français, version originale). Illustré par Philippe Daure.
- 2001 : Alice et l'Esprit frappeur — coll. « Bibliothèque verte » (série à timbre-poste), souple (français, version originale). Illustré par Philippe Daure. Texte français d'Anne Joba. 25 chapitres. 187 p.